# 弗龙蒂诺
弗龙蒂诺（義大利語：Frontino），是意大利佩萨罗-乌尔比诺省的一个市镇。总面积10.74平方公里，人口321人，人口密度29.9人/平方公里（2008年）。ISTAT代码为041017。